# جيسي هابارد (لاعب اللاكروس)
جيسي هابارد (بالإنجليزية: Jesse Hubbard)‏ هو لاعب اللاكروس أمريكي، ولد في 18 سبتمبر 1975.